# Catherine Carey, Condessa de Nottingham
Catherine Carey (nascida Catherine Howard; 1547 — Londres, 25 de fevereiro de 1603) foi uma nobre inglesa. Ela foi condessa de Nottingham pelo seu casamento com Charles Howard, 1.º Conde de Nottingham, além de dama de companhia de sua prima, a rainha Isabel I de Inglaterra, a quem serviu por 44 anos. 

## Família
Catherine foi a filha mais velha de Henry Carey, 1.º Barão Hunsdon e de Anne Morgan. Seu pai era filho de Maria Bolena, irmã mais nova da rainha consorte de Inglaterra, Ana Bolena, segunda esposa de Henrique VIII, pais da rainha Isabel. Sua avó materna havia sido amante do rei antes de Ana, o que incentivou os rumores na corte de que Henrique teria sido filho de Henrique VIII, e não de William Carey.
Já seus avós maternos eram Sir Tomás Morgan e Ana Whitney. Sua mãe serviu a rainha Isabel como dama da Câmara Privada.
Catherine teve vários irmãos, entre eles: George Carey, 2.º Barão Hunsdon, marido de Elizabeth Spencer; John Carey, 3.º Barão Hunsdon, governador de Berwick-upon-Tweed, marido de Mary Hyde; Robert Carey, 1.º Conde de Monmouth, casado com Elizabeth Trevannion, etc.

## Biografia
Quando criança, é possível que Catherine tenha passado a fazer parte da comitiva da futura rainha, em Hatfield House, à época do reinado de sua meia-irmã, Maria I da Inglaterra, filha de Catarina de Aragão.
Com a ascensão de Isabel ao trono, Catherine e sua irmã mais nova, Philadelphia, se mudaram para a corte sob os auspícios da tia Catarina Carey, em janeiro de 1560, onde se tornaram damas de honra da nova monarca. Sua tia era prima de Isabel e sua dama da Câmara Privada.
Com cerca de dezesseis anos, Catherine casou-se com Charles Howard, de onze anos, em julho de 1563. O conde era filho de William Howard, 1.º Barão Howard de Effingham e de sua segunda esposa, Margaret Gamage.
O casal teve cinco filhos, três meninas e dois meninos, todos criados em Reigate.
A condessa também ocupou as posições de Mistress of the Robes e Senhora das Joias. Em 1585, e mais tarde, em 1587, Catherine entreteve a rainha na casa de seu marido em King's Street, em Westminster.
Em 1561, ela recebeu de presente uma mansão em Chelsea como recompensa por seus serviços duradouros.
De acordo com uma lenda, Catherina teria sido responsável pela morte de Robert Devereux, 2.º Conde de Esssex e favorito de Isabel I, em 1601. Supostamente, o conde teria dado um anel (um presente seu da rainha) para um mensageiro com ordens de entregá-lo a Philadelphia Carey, irmã de condessa de Nottingham. Contudo, ele teria confundido as irmãs e dado o anel a condessa, e como ela não apoiava Devereux, guardou o objeto. No seu leito de morte, ela teria confessado o engano a Isabel, que respondeu: "Deus te perdoe, madame, mas eu nunca poderei!".
Contudo, a história possivelmente é falsa, já que a condessa não estava presente na corte em de 1601, pois ficou doente em janeiro daquele ano. A saúde dela continuou a piorar até seu falecimento em 25 de fevereiro de 1603, em Arundel House.
O impacto da morte de sua favorita foi tão grande, que a rainha perdeu a vontade de viver, morrendo quase um mês depois, em 24 de março. Ela foi enterrada em Chelsea três dias antes do próprio enterro de Isabel na Abadia de Westminster.

## Descendência
- Frances Howard (antes de 1572 – c. 7 de julho de 1628), foi primeiro casada com Henry FitzGerald, 12t.º Conde de Kildare, com quem teve duas filhas. Após sua morte, tornou-se esposa de Henry Brooke, 11.º Barão Cobham;
- William Howard, 3.º Barão Howard de Effingham (27 de dezembro de 1577 – 28 de novembro de 1615), foi membro do Parlamento por Surrey. Foi marido de Ann St John, com quem teve uma filha;
- Charles Howard, 2.º Conde de Nottingham (17 de setembro de 1579 – 3 de outubro de 1642), sucessor do pai. Foi casado com  Charity Whit, e depois com Mary Cokayne. Sem descendência;
- Margaret Howard, esposa de Sir Richard Levenson, vice-almirante da Marinha Real Britânica, com quem teve um filho, morto jovem;
- Elizabeth Howard (janeiro de 1645/46 ou 1564 – c. janeiro de 1646), dama de companhia da rainha Isabel I. Foi casada com Sir Robert Southwell, com quem teve três filhos, e depois foi esposa de John Stewart, Conde de Carrick, com quem teve uma filha.